# Winny
Winny (znany również pod nazwą WinNY) – japoński program typu peer-to-peer (P2P), umożliwiający udostępnianie i pobieranie plików. 
Został zainspirowany głównymi zasadami, na których opiera się działanie sieci Freenet, a mianowicie: pełną anonimowością użytkowników i szyfrowaniem przesyłanej treści. Podczas gdy Freenet został zaimplementowany w języku Java, Winny został napisany w języku C++ jako aplikacja działająca pod systemem operacyjnym Windows.
Nazwa pochodzi od programu WinMX, w której litery "M" oraz "X" zastąpiono kolejnymi literami alfabetu łacińskiego, czyli "N" oraz "Y". Według informacji podanych przez Tokyo-based Association of Copyright for Computer Software we wrześniu 2003 roku z aplikacji korzystało 250.000 użytkowników. Według serwisu P2Pnet, był to najbardziej popularny program do wymiany plików w Japonii, wyprzedzający WinMX.